# Burg (Argóvia)
Burg é uma comuna da Suíça, no Cantão Argóvia, com cerca de 999 habitantes. Estende-se por uma área de 0,94 km², de densidade populacional de 1.063 hab/km². Confina com as seguintes comunas: Menziken, Rickenbach (LU).
A língua oficial nesta comuna é o Alemão.